# Flavanon 7-O-glukozid 2"-O-b-L-ramnoziltransferaza
Flavanon 7-O-glukozid 2"-O-b--ramnoziltransferaza (EC 2.4.1.236, UDP-ramnoza:flavanon-7-O-glukozid-2-O-ramnoziltransferaza, 1->2 UDP-ramnoziltransferaza) je enzim sa sistematskim imenom UDP-L-ramnoza:flavanon-7-O-glukozid 2-O-beta-L-ramnoziltransferaza. Ovaj enzim katalizuje sledeću hemijsku reakciju
UDP--ramnoza + flavanon 7-O-glukozid {\displaystyle \rightleftharpoons } UDP + flavanon 7-O-[beta--ramnozil-(1->2)-beta-D-glukozid]
Ovaj enzim deluje na 7-O-glukozid naringenina i hesperetina.

## Literatura
- Nicholas C. Price; Lewis Stevens (1999). Fundamentals of Enzymology: The Cell and Molecular Biology of Catalytic Proteins (Third изд.). USA: Oxford University Press. ISBN 019850229X.
- Eric J. Toone (2006). Advances in Enzymology and Related Areas of Molecular Biology, Protein Evolution (Volume 75 изд.). Wiley-Interscience. ISBN 0471205036.
- Branden C; Tooze J. Introduction to Protein Structure. New York, NY: Garland Publishing. ISBN 0-8153-2305-0.
- Irwin H. Segel. Enzyme Kinetics: Behavior and Analysis of Rapid Equilibrium and Steady-State Enzyme Systems (Book 44 изд.). Wiley Classics Library. ISBN 0471303097.

## Spoljašnje veze
- -O-beta-L-rhamnosyltransferase Flavanone+7-O-glucoside+2-O-beta-L-rhamnosyltransferase на 